# D'une vie à l'autre (série télévisée)
Pour les articles homonymes, voir D'une vie à l'autre.
D'une vie à l'autre (From There to Here)  est une mini-série dramatique britannique, diffusée pour la première fois sur BBC One le 22 mai 2014. Le drame commence en juin 1996, le jour de l'attentat de Manchester de 1996 et couvre quatre années, dont la période du gouvernement du New Labour en 1997 et les célébrations du passage à l'an 2000.

## Synopsis
Une fabrique de bonbons est dirigée à la fois par Daniel Cotton (Philip Glenister) et son père Samuel Cotton (Bernard Hill). Daniel vit avec sa femme Clare (Saskia Reeves) et leurs deux enfants, Charlie (Daniel Rigby) et Louise (Morven Christie). Le frère de Daniel, Robbo (Steven Mackintosh) dirige une boîte de nuit à Manchester et a une rupture avec Samuel. Daniel, Samuel et Robbo sont victimes d'une explosion, ainsi que Joanne (Liz White), une femme de ménage d'hôtel.

## Distribution

### Acteurs principaux
- Philip Glenister : Daniel Cotton
- Bernard Hill :  Samuel Cotton, le père de Daniel
- Steven Mackintosh : Robbo, le frère de Daniel
- Saskia Reeves : Clare, la femme de Daniel
- Liz White : Joanne, une femme de ménage d'hôtel
- Daniel Rigby : Charlie, le fils de Daniel
- Morven Christie : Louise, la fille de Daniel
- Claire Cooper : Matilda, la petite amie de Charlie
- Simone Clark : Fliss, la petite amie de Charlie
- Andy Sykes :  PC Andrews
- Layla Clarke : d'Ella, la petite-fille de Daniel
- Harrison Gilbert : petit-fils de Daniel
- Matthew Lowe : petit-fils de Daniel[1].

## Musique
La partition musicale est composée par I Am Kloot,.

## Production
Peter Bowker , le créateur de la série, a déclaré :
Je voulais écrire une lettre d'amour à Manchester – des verrues partout – et le faire à travers une saga familiale qui capte quelque chose du rythme, de la vie et de l'humour de la ville. Attirer un casting de cette qualité et un réalisateur du calibre de James Strong est incroyablement excitant et compense à peu près la présence d'un fan de City en tant que producteur exécutif sous la forme de son compatriote mancunien, Derek Wax. 
Philip Glenister, qui joue Daniel, a déclaré : « Je suis vraiment ravi d'être impliqué dans un nouveau drame aussi formidable écrit par Peter Bowker. De travailler également aux côtés d'un casting et d'une équipe aussi exceptionnels. Et bien sûr de retourner filmer dans ma maison d'adoption. ville de Manc [Manchester] ! » 
Derek Wax, l'un des producteurs exécutifs, a déclaré qu'il était ravi de faire partie de From There to Here avec Peter Bowker, qui diffère de leurs précédentes collaborations basées à Manchester ( Occupation et Flesh and Blood).  Il a dit aussi que Bowker a apporté « la complexité, l'originalité, l'échelle et l'humour " et a dit de sa joie au sujet de l'excellence de la distribution et du réalisateur James Strong. »
Le tournage a commencé à Manchester en septembre 2013. La série a été commandée par Danny Cohen et Ben Stephenson. Tim Bricknell est le producteur et les producteurs exécutifs sont Peter Bowker, Derek Wax et Stephen Wright.

## Médias
L'édition DVD de la série a été publiée par Acorn Media UK le 9 juin 2014. Un CD avec la bande originale a été publié par Kudos Film and Television le 24 novembre 2014.